# كنع
كنع (بالإنجليزية: Athetosis)‏ هو مرض خلقي. نتيجة خلل في الدماغ .يتميز الطفل المصاب بقيامه بحركات ملتوية بطيئة غير إرادية، تصيب أساساً القطع السفلية للأطراف العليا، تحدث غالباً على شكل الشلل الدماغي الطفلي. وأيضاً في الشلل النصفي لأي سبب.

## الأسباب
اغلب الباحثين اقروا ان السبب في هذا المرض قد يكون عدوى عصبية، نقل في الرحم أو في الأيام الأولى بعد الولادة،]]. وبعض الأسباب الأخرى مثل تشوهات النمو، والصدمات النفسية أثناء الولادة، والذي يسبب نقص الأكسجة أو نزيف في الغدد تحت القشرية، أو عدم توافق الدم بين الأم والجنين. ومن المتوقع أن تطور الكنع المزدوج،. بالإضافة إلى خطر خارجي، ويجب أن يكون هناك ضعف زيادة بسبب العقد القاعدية وراثي.

## العلاج
ينقسم العلاج إلى نوعين طبيعي و دوائي ويكون لعلاج الأعراض المصاحبة للمرض . فقد أظهرت العلاجات الطبيعية المنتظمة فاعليتها في الحد من فرط الحراك والحد من قوة العضلات المهدئات المستخدمة، في بعض الحالات، يتم وضع علامة على تأثير عند تعيين ديزاينوزي، الذي يرتبط مع زيادة مستويات ما يسمى في GABA (حمض الغاما غاما) في الدماغ.
بعض الأحيات تعطى جرعة من العقارات و تختلف تبعا لعمر المريض.